# Fucile a pompa

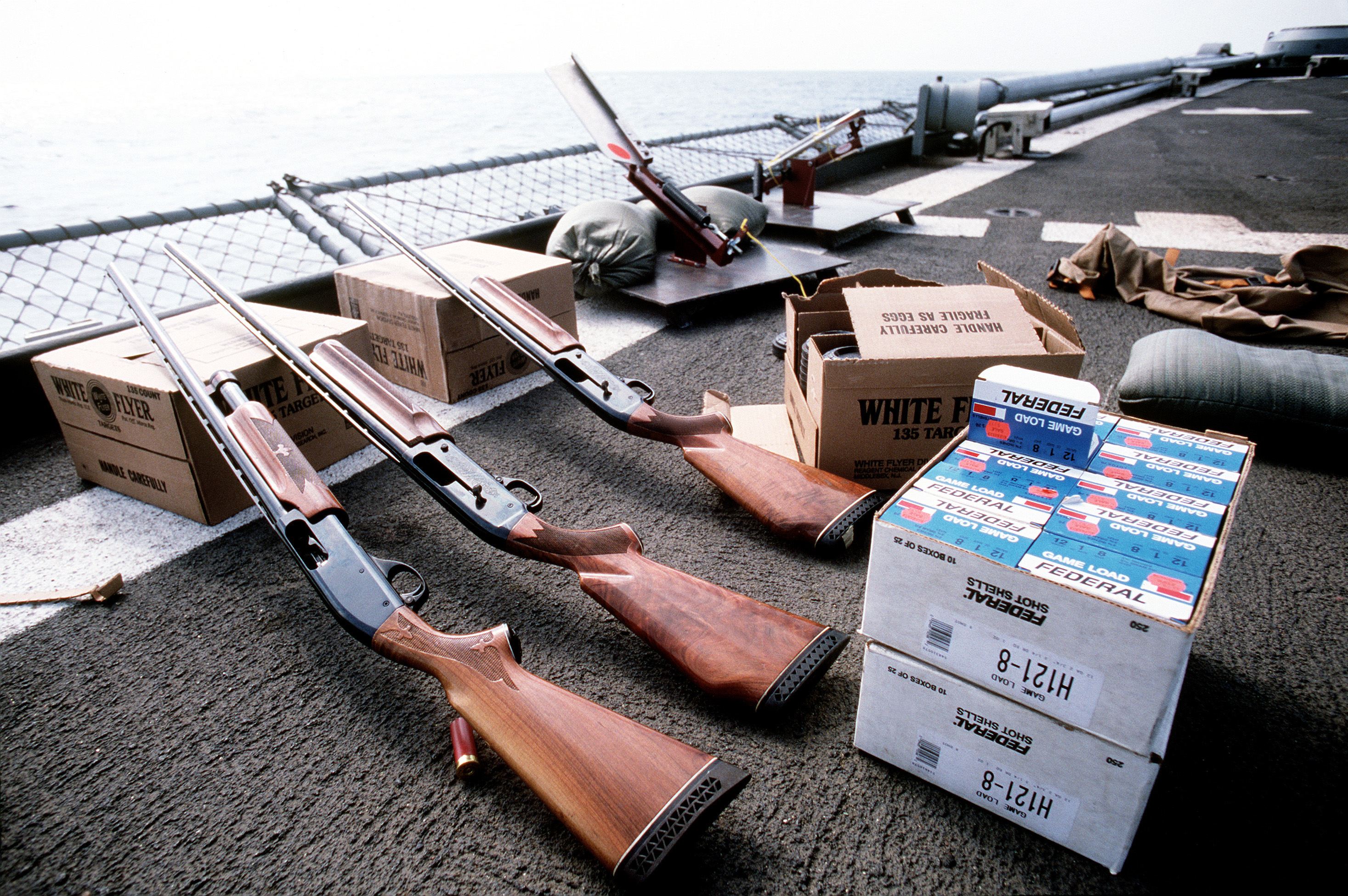
Un fucile a pompa (a sinistra) Remington 870 e due fucili a canna liscia semiauto Remington 1100

Il fucile a pompa è un'arma da fuoco lunga, quasi sempre a canna liscia, che utilizza, per portare una nuova cartuccia in camera, un meccanismo detto sistema scorrevole (o di pompaggio).
Nel fucile, l'impugnatura frontale (astina) viene fatta scorrere (normalmente) all'indietro, per attivare il meccanismo di riarmo, espellere la cartuccia già esplosa e camerare una nuova munizione prelevata dal serbatoio. Alcuni particolari modelli, come il Rys-K russo della KBP instruments e il Neostead della Truvelo, funzionano a pompa cosiddetta invertita, in quanto il movimento di riarmo usa il verso avanti—>indietro, facendo però avanzare la canna, e non indietreggiare l'otturatore.

## Storia

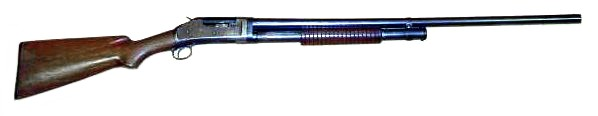
La Winchester modello 1897, il primo fucile a pompa usato in guerra

Nacque come arma per utilizzo venatorio, ma presto s'impose anche nel campo della difesa personale e negli utilizzi di polizia e militare. La polizia americana, in particolare, usa il fucile a pompa da oltre 150 anni, mentre il primo episodio certo di utilizzo bellico risale alla prima guerra mondiale, da parte dell'esercito statunitense. Per l'ottima resa negli scontri ravvicinati, queste armi furono indicate come «fucile da trincea». Furono così efficaci che la Germania mandò una protesta diplomatica ufficiale, perché le considerava armi che violavano le leggi di guerra, in quanto usavano palle di piombo, che erano proibite. Dopo uno studio, il Judge Advocate General (un corpo di ufficiali americani con lauree in legge) rigettò le accuse, in quanto le palle erano placcate. Questo fu il primo e ultimo tentativo di impedire l'uso di fucili a canna liscia in guerra. Le armi furono comunque ritirate in quanto le forze armate tedesche minacciarono di fucilare sul posto i soldati che ne fossero stati trovati in possesso.

## Terminologia
Benché siano raggruppabili nella famiglia delle armi a ripetizione manuale o ripetizione semplice, si distinguono facilmente dai fucili a ripetizione ordinaria (detti anche «ad azione diretta sull'otturatore» o «a manubrio» o ancora «ad otturatore girevole scorrevole», come ad esempio il Carcano Mod. 91 e la Mauser Gewehr 98) e dai fucili cosiddetti «a leva» (ad esempio la Carabina Winchester).
Va sottolineato che il termine «fucile a pompa» non indica quello che in lingua inglese è chiamato shotgun (che designa il fucile a canna liscia), bensì indica qualsiasi arma lunga con canna ad anima liscia o rigata (indipendentemente), che abbia un meccanismo manuale di azionamento «a pompa».

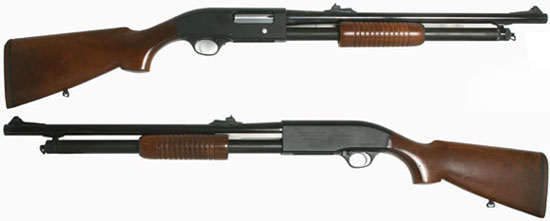
Fucili a pompa Beretta RS202P

## Vantaggi
Il meccanismo è semplice e robusto, più di un'arma semi-automatica, e veloce, spesso più di un'arma a otturatore girevole-scorrevole.
Rispetto alle armi semiautomatiche, permette l'uso di munizioni che sarebbero troppo deboli per azionare il ciclo dell'arma, come molte cartucce non letali. D'altra parte può utilizzare alcune munizioni speciali, che potrebbero invece rovinare un'arma semiautomatica o costituire un pericolo per l'utilizzatore, come p. es. la Dragons' Breath, una cartuccia pirotecnica, che lancia una vampata di fiamme, la quale richiede qualche secondo per estinguersi completamente.
È più facilmente utilizzabile da un mancino rispetto a un'arma a otturatore girevole-scorrevole, anche se spesso presenta comunque problemi per l'espulsione delle cartucce dal lato destro.
Il caricatore è spesso un serbatoio tubolare, che permette facilmente di riempirlo, nel caso che venga sparato qualche colpo ma non venga svuotato, senza doverlo sostituire interamente. Questa pratica è chiamata topping off e, in ambito militare e di sicurezza, è generalmente consigliato ricaricare dopo ogni colpo esploso. Dato il funzionamento della ricarica, è possibile inserire munizioni speciali da utilizzare immediatamente, anche scavalcando le munizioni già presenti nel caricatore, un procedimento che è molto più difficoltoso in altri tipi di armi.

## Svantaggi
Il metodo di alimentazione è solitamente un serbatoio tubolare sottocanna, che richiede un tempo di ricarica più lungo di un normale caricatore rimovibile, in quanto ogni colpo va caricato individualmente; inoltre spesso contiene meno colpi di un caricatore a scatola.
Il caricatore tubolare contiene le cartucce con il fondello ognuna a contatto con la testa o pallottola della successiva, il che nel caso di munizioni con pallottole appuntite può portare a fenomeni di autoinnesco, specie nelle cartucce a percussione centrale.
Questo problema non si pone con cartucce a munizione spezzata, in quanto la testa è piana, e con pallottole dalla testa tonda o piatta, come quelle da pistola e/o i proiettili a espansione.
Alcune cartucce con proiettile appuntito sono prodotte con la punta in plastica o in gomma, la quale rimuove questo problema e/o permette di dare una forma più aerodinamica alle munizioni ad espansione.
Pur essendo veloci rispetto ad altre armi a ripetizione ordinaria, sono generalmente più lenti di armi semiautomatiche e automatiche, anche se questo permette un minor dispendio di munizioni e un più efficace rilevamento e ingaggio dei bersagli.

## Munizioni
Le versioni ad anima liscia (ma anche rigata se di diametro uguale e concepita per camerare munizioni a bossolo non metallico, anche spezzate) sono estremamente versatili, tanto che possono utilizzare un'incredibile varietà di munizionamenti e caricamenti.

## Calibro
Il calcolo del calibro delle munizioni utilizzate dalle armi ad anima liscia si fa in modo del tutto diverso da quello delle armi ad anima rigata, in quanto il calibro (p. es. cal. 10, cal. 12, cal. 20) di un'arma ad anima liscia non indica il diametro di foratura del proiettile (essendo questo, spesso, non singolo), né il diametro interno della canna, bensì la quantità di pallettoni, dello stesso calibro della canna, ottenibili da una libbra di piombo (454 grammi). Così, il calibro 12 è tale per cui 12 palle sferiche in piombo, del diametro della canna (18,5 mm), pesano 454 grammi. Risulta evidente, quindi, che il calibro 12 sia più grande del calibro 20 e più piccolo del calibro 10.

## Doppio meccanismo
Alcuni particolari modelli, come lo SPAS-12 o SPAS-15 della Franchi e l'M3 super 90 della Benelli, hanno un meccanismo di fuoco semiautomatico, in cui può essere selezionato in alternativa il funzionamento manuale a pompa (reso necessario nel caso di utilizzo di munizionamento con carica debole, oppure nel caso in cui l'arma non sia saldamente contrastata durante lo sparo). Questi due modelli (entrambi di progettazione e fabbricazione italiana) in particolare differiscono fra loro, in quanto il primo utilizza un sistema semiautomatico a recupero di gas, mentre il secondo adopera un sistema inerziale.

## MCS
Attualmente sono presenti sul mercato militare alcuni particolari modelli modulari, come il Remington 870 MCS (Modular Combat Shotgun), che consentono di essere utilizzati come arma individuale o come sottosistema d'arma, ovvero montabili tramite particolari slitte al di sotto della canna di fucili d'assalto, come ad esempio la carabina M4-A1 della Colt, al pari di numerosi lanciagranate odierni. Ciò rende il singolo combattente di terra più efficiente, consentendogli di avere un doppio sistema offensivo in un'unica soluzione, ma senza dimenticare che ciò aumenta significativamente il peso dell'arma.